# 先輩と私
『先輩と私』（せんぱいとわたし）は、森奈津子によるガールズラブ小説。表紙などのイラスト担当は大林森。『問題小説』にて2006年の2月号から、2007年の9月号に渡って連載され、2008年に書き下ろし2編も加わった単行本が徳間書店から刊行された。

## 概要
バイセクシャルでありオナニストである著者が、フェミニズムとレズビアニズムへの偏見を払拭するとともに、自慰は人類最高の発明であり娯楽であると主張した作品である。元来、フェミニストやレズビアンと、中年男性（いわゆるオヤジと呼ばれる層）は対立するものだとされてきた。だからこそ著者は、『問題小説』から官能小説の執筆依頼がきた際に、『問題小説』の主な読者対象である中年男性に「フェミニズム・ネタとレズビアン・ネタで笑ってもらって、さらにその小説を自慰のオカズにしていただけたら、楽しいなぁ…」と思い、本作を書いたという。
当初は一話限りの短編として掲載されたが、編集者に作品を気に入られ、シリーズ化されるに至った。レズビアンを描いた作品では近年、当たり前のこととなっているが、登場人物は女性ばかりで、男性は主人公の行きつけの喫茶店のマスターのみとなっている。
なお、著者はフェミニズムやレズビアニズムを肯定し、崇拝しているが、他者への不当な弾圧により成り立つ一部の過激な考えのフェミニストらはむしろ否定していると後書きで述べている。

## ストーリー
T女子大学には官能小説の執筆活動を主としたサークルが2つあった。1つは好色文学研究会（略して好研）、もう1つはエロティック文学研究会（略してエロ研）。2つの研究会は同じ趣旨を掲げながらも対立していた。好研の会長である羽田阿真理はフェミニストとして女性の解放のために「女性によるオナニー」を啓蒙しているが、一方でエロ研の会長である小早川華代は同じフェミニストでありながら「レズビアン・セックス」によってこそ女性は真の解放を得られるのだと主張しており、双方の思想に隔たりがあるためであった。
好研のもう1人の会員である秋吉光枝は、オナニストであると同時に、阿真理に恋心を抱くレズビアンでもあった。華代は好研を潰すために光枝をエロ研に引き抜こうとしており、その度重なる所業に苛立った阿真理はエロ研を真っ向から批判するようになる。それが更に華代の敵意を煽ることとなり、阿真理はエロ研会員の手により拉致されてしまった――

## 登場人物
秋吉光枝（あきよし みつえ）
大学2回生。好色文学研究会に所属している。会誌『月刊アマゾネス』にて、テレパス能力を持つ姫君が毎回他者の情事に同調してしまうといった内容の『カレン姫の秘密の冒険』というファンタジー官能小説を連載している。
以前はごくノーマルな性的指向の持ち主であったようだが、手当たり次第に様々なシチュエーションの官能小説を書いていたために、同性愛に目覚めるようになった。羽田阿真理の文才に憧れを持つ一方で、性的対象としても彼女を見ている。
小説を執筆しながら、自作に興奮して思わずオナニーをはじめてしまうほど旺盛な性欲の持ち主であるが、外見は清純そうである。
羽田阿真理（はねだ あまり）
大学4回生。好色文学研究会を立ち上げた人物で、会長を務めている。
フェミニストであり「全女性がセックスではなくオナニー」によって性的な快楽を得られるようになれば、男性に依存することもなくなり真の自立を手にすることができる」といった思想を持っている。そのために、女性のための官能小説が文芸ジャンルのひとつとして確立することを願って好色文学研究会を立ち上げた。自らも日常的にオナニーを実践するオナニストである。同じフェミニストでありながらも、相容れない思想を持つ小早川華代とは対立している。そのあまりに、レズビアニズムをも否定している。男性を敵視したりはしていないが、関心も持っていない。
背丈が低く、顔立ちも幼く小学生のような容貌をしているが、乳房だけは人並み以上のサイズをしている。また、低めなものの可愛らしい声をしているが、尊大で固い口調を用いる。それらの特徴から光枝には「ギャップの激しさを一身に負う存在」と称されている。ふわふわとした癖っ毛を長く伸ばしている。
会誌『月刊アマゾネス』にて、夜鷹の姉妹が主人公の官能時代小説『大江戸夜鷹草子』を連載している。アマゾネスの編集作業は全て1人で行っている。高校時代は美術部に所属していたこともあって絵心があり、挿絵なども自ら手掛けている。
小早川華代（こばやかわ はなよ）
大学4回生。エロティック文学研究会の会長を務めている。
フェミニストであり「全女性が女性同士のセックスにより性的な快楽を得られるようになれば、女性は男性から解放されることができる」という思想を掲げ、会員全員と性関係を持つレズビアン。他の会員を対等な恋人としては見ておらず、ペットのように扱っている。男性を嫌悪しており、性行為の際にも男性器を模したディルドなどは使用しない。
ストレートの黒髪を長く伸ばした、涼しげな和風美人である。上品な物腰の、資産家の娘。そのため、大学側からは非公認で会費も出されない小規模な研究会でありながら、会誌の『月刊ゴモラ』をオフセット印刷にしている。だが、文才には恵まれておらず、豪華な会誌に実力が釣り合っていない。想像力も阿真理と比べると乏しく、いつも実体験をそのまま文章化したにすぎないものを小説として発表している。阿真理への敵対意識は思想の違いだけによるものではなく、阿真理の文才への嫉妬も多分にある。
加々美瑠璃（かがみ るり）
大学1回生。エロティック文学研究会に所属している。
ほっそりとした小柄な体躯をしており、2つにわけて結んだおさげ髪と少女趣味な装いのために年より幼く見える。アニメ声優のような声をしている。
非常に極端なサディズムを持つレズビアンであり、愛しい女性を拉致監禁して拷問の限りを尽くした末に殺害することを究極の愛だと思っている。エロティック研究会入会以前は、それらの性的志向を気に病んでいたが華代との出会いから己のレズビアニズムを恥じないようになった。だが、自分のみを愛してくれるわけではない性的に奔放な華代を恨めしく思っている。サディズムに満ちた小説を好んで執筆しているが、幼稚な文体と突飛すぎる展開が悪目立ちしている。
小野仁子（おの じんこ）
大学2回生。エロティック文学研究会に所属している。
浅黒い肌とくっきりした目鼻立ちの南国風の美人。瑠璃同様サディストであるが、瑠璃の思想に心酔しており、瑠璃に対してだけはマゾヒズムをも感じており、瑠璃に従うことを喜びとしている。
阿倍エリィ（あべ えりぃ）
エロティック文学研究会の副会長。
長身で、メリハリのある豊満な体型をしているが全体的に骨太で、モデル体型というよりもプロレスラー体型で、女戦士のようだとも表現されている。実際、腕力は相当なものである。華代を本気で愛しており、彼女に対して独占欲を抱いている。あまり文才には恵まれていない。
添田亜希子（そえだ あきこ）
大学3回生。エロティック文学研究会に所属している。
切れ長の一重瞼がクールな印象を与えるボブカットの似合う人物。外見からの印象通り冷静な性格で、周囲の騒動をいつも一歩引いて見ている。